# Systelloderes
Systelloderes is een geslacht van wantsen uit de familie van de Enicocephalidae. Het geslacht werd voor het eerst wetenschappelijk beschreven door Blanchard in 1852.

## Soorten
Het genus bevat de volgende soorten:

- Systelloderes aetherius Bergroth, 1916
- Systelloderes africanus Jeannel, 1942
- Systelloderes angustatus Champion, 1898
- Systelloderes basilewskyi Villiers, 1960
- Systelloderes beieri Villiers, 1969
- Systelloderes bergeri Villiers, 1976
- Systelloderes biceps (Say, 1832)
- Systelloderes brincki Villiers, 1962
- Systelloderes brunneaui Villiers, 1960
- Systelloderes burgeoni Villiers, 1943
- Systelloderes capensis Villiers, 1962
- Systelloderes capillicornis Bergroth, 1918
- Systelloderes crassatus Usinger, 1932
- Systelloderes culicis (Uhler, 1892)
- Systelloderes doriai Villiers, 1968
- Systelloderes dorsalus Kritsky, 1978
- Systelloderes eidmanni (Jeannel, 1943)
- Systelloderes grandis Kritsky, 1978
- Systelloderes guigliae Villiers, 1968
- Systelloderes harroyi Villiers, 1952
- Systelloderes insularis Villiers, 1960
- Systelloderes inusitatus Drake & Harris, 1927
- Systelloderes iowensis Drake & Harris, 1927
- Systelloderes iranicus Štys, 1970
- Systelloderes jamaicensis Kritsky, 1978
- Systelloderes kalongensis Villiers, 1968
- Systelloderes kivuensis Villiers, 1960
- Systelloderes lateralis Kritsky, 1978
- Systelloderes loebli Štys & Baňař, 2007
- Systelloderes longiceps Jeannel, 1944
- Systelloderes machadoi Villiers, 1959
- Systelloderes maclachlani (Kirkaldy, 1901)
- Systelloderes meridionalis Villiers, 1962
- Systelloderes milloti Villiers, 1952
- Systelloderes moschatus Blanchard in Gay, 1852
- Systelloderes nitidus Usinger, 1932
- Systelloderes notialis Woodward, 1916
- Systelloderes olivaceus Maldonado, 1988
- Systelloderes pugnatorius (Distant, 1904)
- Systelloderes ruandensis Villiers, 1969
- Systelloderes rudebecki Villiers, 1962
- Systelloderes ruwenzoriensis Villiers, 1968
- Systelloderes spurculus (Stål, 1860)
- Systelloderes stuckenbergi (Villiers, 1960)
- Systelloderes stysi Banar, 2008
- Systelloderes tenuis Jeannel, 1944
- Systelloderes tortonesei Villiers, 1968
- Systelloderes urundiensis Villiers, 1960
- Systelloderes utukhengal Linnavuori, 1984
- Systelloderes uvarovi Štys, 1970